# Englische Rugby-Union-Meisterschaft 2013/14
Die Saison 2013/14 von Premiership Rugby war die 27. Saison der obersten Spielklasse der englischen Rugby-Union-Meisterschaft. Aus Sponsoringgründen trug sie den Namen Aviva Premiership. Sie begann am 6. September 2013, umfasste 22 Spieltage (je eine Vor- und Rückrunde) und dauerte bis zum 10. Mai 2014. Anschließend qualifizierten sich die vier bestplatzierten Mannschaften für das Halbfinale, die Halbfinalsieger trafen am 31. Mai 2014 im Finale im Twickenham Stadium aufeinander. Titelverteidiger waren die Leicester Tigers, die im Halbfinale ausschieden. Den Titel gewannen zum ersten Mal die Northampton Saints.

## Aviva Premiership

### Tabelle
M = Amtierender Meister

P = Promotion (Aufsteiger) aus der RFU Championship
|     | Team                  | Spiele | Siege | Unent. | Ndlg. | Spiel- punkte | Diff. | Bonus- punkte | Tabellen- punkte |
| --- | --------------------- | ------ | ----- | ------ | ----- | ------------- | ----- | ------------- | ---------------- |
| 01. | Saracens              | 22     | 19    | 0      | 3     | 629:353       | + 276 | 11            | 87               |
| 02. | Northampton Saints    | 22     | 16    | 2      | 4     | 604:350       | + 254 | 10            | 78               |
| 03. | Leicester Tigers (M)  | 22     | 15    | 2      | 5     | 542:430       | + 112 | 10            | 74               |
| 04. | Harlequins            | 22     | 15    | 0      | 7     | 437:365       | + 72  | 7             | 67               |
| 05. | Bath Rugby            | 22     | 14    | 2      | 6     | 495:388       | + 107 | 7             | 67               |
| 06. | Sale Sharks           | 22     | 12    | 0      | 10    | 432:399       | + 33  | 9             | 57               |
| 07. | London Wasps          | 22     | 9     | 0      | 13    | 451:533       | − 82  | 13            | 49               |
| 08. | Exeter Chiefs         | 22     | 9     | 0      | 13    | 426:480       | − 54  | 9             | 45               |
| 09. | Gloucester RFC        | 22     | 8     | 0      | 14    | 440:539       | − 99  | 12            | 44               |
| 10. | London Irish          | 22     | 7     | 0      | 15    | 396:496       | − 100 | 8             | 36               |
| 11. | Newcastle Falcons (P) | 22     | 3     | 0      | 19    | 281:544       | − 263 | 10            | 22               |
| 12. | Worcester Warriors    | 22     | 2     | 0      | 20    | 325:581       | − 256 | 8             | 16               |

Die Punkte wurden wie folgt verteilt:
- 4 Punkte bei einem Sieg
- 2 Punkte bei einem Unentschieden
- 0 Punkte bei einer Niederlage (vor möglichen Bonuspunkten)
- 1 Bonuspunkt für vier oder mehr Versuche, unabhängig vom Endstand
- 1 Bonuspunkt bei einer Niederlage mit sieben oder weniger Punkten Unterschied

### Playoff
Halbfinale
| 16. Mai 2014 19:45 WESZ | Northampton Saints                                                                                      | 21 : 20        | Leicester Tigers | Franklin’s Gardens, Northampton Zuschauer: 13.491 Schiedsrichter: JP Doyle |
| 16. Mai 2014 19:45 WESZ | Versuche: North 64. erh. Wood 77. n.erh. Erhöhungen: Myler (1/2) Straftritte: Myler (3/3) 22., 29., 46. | (6:17) Bericht | Versuche: Tuilagi 24. erh. Youngs 34. erh. Erhöhungen: Flood (2/2) Straftritte: Flood (1/1) 9. Dropgoals: Williams (1/1) 72. | Franklin’s Gardens, Northampton Zuschauer: 13.491 Schiedsrichter: JP Doyle |

| 17. Mai 2014 14:00 WESZ | Saracens | 31 : 17         | Harlequins                                                                                     | Allianz Park, London Zuschauer: 9.962 Schiedsrichter: Wayne Barnes |
| 17. Mai 2014 14:00 WESZ | Versuche: K. Brown 34. n.erh. Barritt 52. erh. Ashton 61. erh. Erhöhungen: Farrell (2/3) Straftritte: Farrell (4/6) 8., 17., 56., 73. | (11:17) Bericht | Versuche: Monye 32. erh. M. Brown 40. erh. Erhöhungen: Evans (2/2) Straftritte: Evans (1/2) 5. | Allianz Park, London Zuschauer: 9.962 Schiedsrichter: Wayne Barnes |

Finale
| 31. Mai 2014 15:00 WESZ | Saracens                                                                                   | 20 : 24 n. V.        | Northampton Saints                                                                                             | Twickenham Stadium, London Zuschauer: 81.193 Schiedsrichter: JP Doyle |
| 31. Mai 2014 15:00 WESZ | Versuche: Bosch 72. n.erh. Straftritte: Farrell (3/4) 11., 17., 44. Hodgson (2/3) 85., 92. | (6:7, 14:14) Bericht | Versuche: Foden 31. erh. G. Pisi 58. erh. Waller 99. erh. Erhöhungen: Myler (3/3) Straftritte: Myler (1/1) 83. | Twickenham Stadium, London Zuschauer: 81.193 Schiedsrichter: JP Doyle |

| 15                 | Alex Goode           |     |
| 14                 | Chris Ashton         |     |
| 13                 | Marcelo Bosch        |     |
| 12                 | Brad Barritt         | 83. |
| 11                 | David Strettle       | 56. |
| 10                 | Owen Farrell         | 62. |
| 09                 | Neil de Kock         | 50. |
| 08                 | Billy Vunipola       | 95. |
| 07                 | Jacques Burger       | 50. |
| 06                 | Kelly Brown          |     |
| 05                 | Mouritz Botha        | 50. |
| 04                 | Steve Borthwick      |     |
| 03                 | Matt Stevens         | 54. |
| 02                 | Schalk Brits         |     |
| 01                 | Schalk Brits         |     |
| Auswechselspieler: |                      |     |
| 16                 | Jamie George         | 95. |
| 17                 | Rhys Gill            | 83. |
| 18                 | James Johnston       | 54. |
| 19                 | Alistair Hargreaves  | 50. |
| 20                 | Jackson Wray         | 50. |
| 21                 | Richard Wigglesworth | 50. |
| 22                 | Charlie Hodgson      | 62. |
| 23                 | Chris Wyles          | 56. |

| 15                 | Ben Foden      |             |
| 14                 | Ken Pisi       | 90.         |
| 13                 | George Pisi    | 62.         |
| 12                 | Luther Burrell |             |
| 11                 | George North   |             |
| 10                 | Stephen Myler  |             |
| 09                 | Kahn Fotuali’i | 50.         |
| 08                 | Sam Dickinson  |             |
| 07                 | Tom Wood       |             |
| 06                 | Calum Clark    | 56.         |
| 05                 | Courtney Lawes |             |
| 04                 | Samu Manoa     | 56.         |
| 03                 | Salesi Ma’afu  | 50.         |
| 02                 | Mike Haywood   | 54.         |
| 01                 | Alex Corbisero | 54. 87. 93. |
| Auswechselspieler: |                |             |
| 16                 | Dylan Hartley  | 54.         |
| 17                 | Alex Waller    | 54. 87. 93. |
| 18                 | Tom Mercey     | 50.         |
| 19                 | Chris Day      | 56.         |
| 20                 | Phil Dowson    | 56.         |
| 21                 | Lee Dickson    | 50.         |
| 22                 | James Wilson   | 62.         |
| 23                 | Tom Stephenson | 90.         |

### Statistik
Meiste erzielte Versuche
|    | Name            | Versuche | Verein           |
| -- | --------------- | -------- | ---------------- |
| 1. | Vereniki Goneva | 12       | Leicester Tigers |
| 2. | David Strettle  | 11       | Saracens         |
| 3. | Jonny May       | 9        | Gloucester RFC   |
| 4. | Chris Ashton    | 8        | Saracens         |
| 4. | Mark Cueto      | 8        | Sale Sharks      |
| 4. | Sam Smith       | 8        | Harlequins       |
| 4. | Marland Yarde   | 8        | London Irish     |

Meiste erzielte Punkte
|    | Name            | Punkte | Verein             |
| -- | --------------- | ------ | ------------------ |
| 1. | George Ford     | 250    | Bath Rugby         |
| 2. | Stephen Myler   | 236    | Northampton Saints |
| 3. | Nick Evans      | 194    | Harlequins         |
| 4. | Gareth Steenson | 191    | Exeter Chiefs      |
| 5. | Owen Farrell    | 157    | Saracens           |

## RFU Championship
Die Saison der zweiten Liga, der RFU Championship, umfasste 23 Spieltage (je eine Vor- und Rückrunde plus ein „Big Rugby Weekend“). Während die am schlechtesten klassierte Mannschaft direkt in die dritte Liga abstieg, trugen die vier Bestplatzierten ein Playoff mit zweiteiligen Halbfinale und Finale aus. Der Finalsieger stieg in die Premiership auf.

### Tabelle
P: Promotion (Aufsteiger) aus der National Division One

R: Relegation (Absteiger) aus der Premiership
|     | Team                    | Spiele | Siege | Unent. | Ndlg. | Spiel- punkte | Diff. | Bonus- punkte | Tabellen- punkte |
| --- | ----------------------- | ------ | ----- | ------ | ----- | ------------- | ----- | ------------- | ---------------- |
| 01. | Bristol Rugby           | 23     | 19    | 0      | 4     | 786:505       | + 281 | 21            | 96 1             |
| 02. | London Welsh (R)        | 23     | 19    | 0      | 4     | 724:348       | + 376 | 12            | 88               |
| 03. | Leeds Carnegie          | 23     | 18    | 0      | 5     | 700:387       | + 313 | 12            | 84               |
| 04. | Rotherham RUFC          | 23     | 17    | 0      | 6     | 718:474       | + 244 | 12            | 80               |
| 05. | London Scottish         | 23     | 14    | 0      | 9     | 554:423       | + 131 | 10            | 66               |
| 06. | Cornish Pirates         | 23     | 10    | 2      | 11    | 456:554       | − 98  | 7             | 51               |
| 07. | Moseley RFC             | 23     | 9     | 1      | 13    | 449:575       | − 126 | 6             | 44               |
| 08. | Plymouth Albion         | 23     | 6     | 1      | 16    | 467:588       | − 121 | 14            | 40               |
| 09. | Bedford Blues           | 23     | 7     | 0      | 16    | 472:624       | − 152 | 10            | 38               |
| 10. | Nottingham RFC          | 23     | 5     | 1      | 17    | 413:610       | − 197 | 12            | 34               |
| 11. | Jersey Reds             | 23     | 6     | 0      | 17    | 423:629       | − 206 | 7             | 29 2             |
| 12. | Ealing Trailfinders (P) | 23     | 5     | 1      | 17    | 365:810       | − 445 | 6             | 28               |

1 1 Punkt Abzug wegen eines Regelverstoßes

2 2 Punkte Abzug wegen des Einsatzes eines nichtlizenzierten Spielers
Die Punkte wurden wie folgt verteilt:
- 4 Punkte bei einem Sieg
- 2 Punkte bei einem Unentschieden
- 0 Punkte bei einer Niederlage (vor möglichen Bonuspunkten)
- 1 Bonuspunkt für vier oder mehr Versuche, unabhängig vom Endstand
- 1 Bonuspunkt bei einer Niederlage mit sieben oder weniger Punkten Unterschied

### Playoff
Halbfinale
| 10. Mai 2014 | Bristol Rugby | 17 : 14 | Rotherham RUFC | Memorial Stadium, Bath |
| 10. Mai 2014 |               |         |                | Memorial Stadium, Bath |

| 11. Mai 2014 | Leeds Carnegie | 38 : 31 | London Welsh | Headingley Stadium, Leeds |
| 11. Mai 2014 |                |         |              | Headingley Stadium, Leeds |

| 17. Mai 2014 | Rotherham RUFC | 11 : 22 | Bristol Rugby | Clifton Lane, Rotherham |
| 17. Mai 2014 |                |         |               | Clifton Lane, Rotherham |

| 18. Mai 2014 | London Welsh | 29 : 20 | Leeds Carnegie | Kassam Stadium, Oxford |
| 18. Mai 2014 |              |         |                | Kassam Stadium, Oxford |

Finale
| 29. Mai 2014 | London Welsh | 27 : 8 | Bristol Rugby | Kassam Stadium, Oxford |
| 29. Mai 2014 |              |        |               | Kassam Stadium, Oxford |

| 4. Juni 2014 | Bristol Rugby | 20 : 21 | London Welsh | Memorial Stadium, Bath |
| 4. Juni 2014 |               |         |              | Memorial Stadium, Bath |